# Bàsquet Club Sant Joan Despí
El Bàsquet Club Sant Joan Despí és un club de bàsquet de Sant Joan Despí fundat l'estiu del 1988. Els seus primers dos equips (1 masculí i 1 femení) van començar a jugar a les competicions de la Federació Catalana de Bàsquet la temporada 1988/1989. Gràcies a la feina que van fer amb els petits des de l'escola de bàsquet; el club va tenir la temporada 2019/2020 vint-i-cinc equips, tant masculins com femenins, jugant a diverses categories de les competicions que organitza la Federació Catalana de Bàsquet, els seus equips sèniors juguen en la Tercera Categoria (masculina i femenina).
Fundat per cobrir la demanda de l'existència d'un club de bàsquet al municipi per continuar amb la feina que es feia des d'escola esportiva. Des del seu naixement la filosofia del club va ser clara: formar als infants i joves en la pràctica de l'esport del bàsquet. La temporada 2007/2008 l'equip sènior femení va aconsegueix l'ascens a la segona categoria catalana. La temporada 2009-10 l'equip sènior masculí torna aconseguí l'ascens a la primera categoria catalana; la segona temporada aquesta categoria (temporada 2010-2011) forma part de l'equip Adrià Gasol, el germà petit dels jugadors de bàsquet de l'NBA Pau Gasol i Marc Gasol.